# هيكتور سيمون
هيكتور سيمون (بالإسبانية: Héctor Simón Escudero) (13 مارس 1984 بيانسا في إسبانيا - ) هو لاعب كرة قدم إسباني في مركز الوسط. شارك مع منتخب إسبانيا تحت 20 سنة لكرة القدم. أما مع النوادي، فقد لعب مع إسبانيول وراسينغ فيرول وريال أوفييدو وكولتورال ليونيسا ونادي جيرونا ونادي ساباديل ونادي كاستييون وBenidorm CF ‏ وإسبانيول ب ونادي أولوت ونادي فيغيراس ‏.

## وصلات خارجية
- هيكتور سيمون على موقع قاعدة بيانات كرة القدم.إي يو (الإنجليزية)
- هيكتور سيمون على موقع Soccerway.com (الإنجليزية)